# 아르다강 (마리차강의 지류)

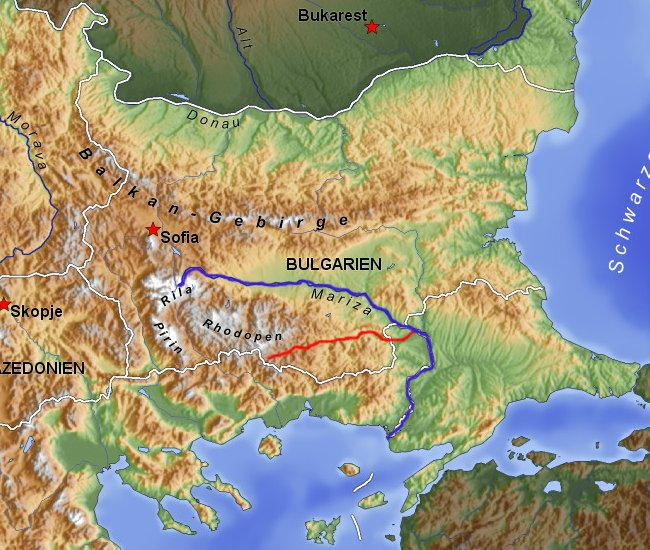
마리차강(파랑)과 아르다강(빨강)의 위치

아르다강(불가리아어: Арда, 튀르키예어: Arda, 그리스어: Άρδας)은 불가리아 스몰랸 인근 로도피산맥에서 발원하여 동쪽으로 흘러 그리스의 에브로스현 북쪽을 지나 튀르키예의 에디르네 서쪽에서 마리차강에 합류한다. 산악지대에서 발원해 동쪽으로 흘러든다. 총 길이는 290 km이다.
2005년 2월 18일 수위가 4.8 m까지 올라가 홍수가 일어나면서 인근 도시가 모두 물에 잠기는 사태가 발생하였다. 그때 많은 수재민이 발생하였으며 집을 잃은 사람도 많았다.